# Lineodes vulcanalis
Lineodes vulcanalis is een vlinder uit de familie van de grasmotten (Crambidae), uit de onderfamilie van de Spilomelinae. De wetenschappelijke naam van deze soort is voor het eerst gepubliceerd in 2016 door Bernard Landry.
De soort komt voor in Ecuador (Galápagoseilanden).